# Amanda Overland
Amanda Overland (Kitchener, 30 agosto 1981) è un'ex pattinatrice di short track canadese.

## Biografia
È sorella di Cindy Overland e Kevin Overland, nonché congnata di Derrick Campbell.
Ha gareggiato ai XX Giochi olimpici invernali conquistando la medaglia d'argento (sebbene non gareggiando in finale) nella staffetta 3000 metri ed è  giunta quinta nelle gare dei 1000 e dei 1500 metri.
Nella sua carriera ha vinto inoltre due medaglie ai campionati del mondo di short track: un argento nei 3000 metri a squadre del 2003 e un bronzo nella medesima competizione disputatasi nel 2007.

## Palmarès

### Giochi olimpici invernali
- 1 medaglia:
  - 1 argento (3000 m staffetta a Torino 2006)

### Campionati mondiali di short track
- 2 medaglie:
  - 1 argento (3000 m staffetta a Varsavia 2003)
  - 1 bronzo (3000 m staffetta a Milano 2007)